# Obergrombach
Obergrombach est un village faisant partie de la ville de Bruchsal, au Bade-Wurtemberg (Allemagne).

## Localisation
Le territoire communal de 813 hectares d'Obergrombach est situé au bord du Kraichgau et du fossé rhénan, sur les rives du Grombach. Karlsruhe se trouve à 15 kilomètres au sud-ouest.
| Untergrombach | Bruchsal     | Heidelsheim |
|               | Obergrombach | Helmsheim   |
| Weingarten    | Walzbachtal  | Gondelsheim |

## Histoire
Le peuplement de la région remonte au moins à la période néolithique (fin du 5e et 4e millénaire av. J.-C.) : des traces de la culture de Michelsberg ont été trouvées en 1884 sur le Michaelsberg, à deux kilomètres d'Obergrombach. En 1911, une villa rustica de l'époque de la Rome antique a été découverte. Depuis lors, la région d'Obergrombach a apparemment été habitée en permanence et un premier établissement a probablement été fondé à l'époque mérovingienne. De 1936 à 1938, un grand cimetière en rangée avec 280 tombes des 6e et 7e siècles a été fouillé près du village. Le village n'est mentionné dans les documents qu'en 789 sous le nom de villa Grumbach ou Grunbahe,.
Vers l'année 1200, la principauté épiscopale de Spire, à laquelle Obergrombach appartenait apparemment depuis le XIe siècle, a lancé la construction d'un petit château à l'est du village. Le château a probablement servi à contrôler un ancien chemin surélevé de Pforzheim via Jöhlingen à Bruchsal et à assurer la domination politique dans la vallée de Grombach. Ce n'est qu'à partir de 1275 qu'une distinction a été faite entre Unter- et Obergrombach. Bien qu'Obergrombach soit encore appelé un village en 1313, il est mentionné pour la première fois dans un document en 1337 comme « ville »,, après la construction d'un mur de ville par l'évêque de Spire Emich von Leiningen (mandat 1314–28). En 1502, l'attaque du mouvement Bundschuh échoua, qui fut mené par Joß Fritz depuis Untergrombach. En 1632, le cimetière juif d'Obergrombach fut créé. Le château a été assiégé plusieurs fois pendant la guerre de Trente Ans et détruit en 1689 ou 1690 par les Français lors de la guerre de la Ligue d'Augsbourg ou par un incendie accidentel,. Le château a été établi comme résidence d'été par Damian Hugo Philipp von Schönborn-Buchheim et étendue dans les années 1720. Jusqu'au XVIIIe siècle, Obergrombach était largement caractérisé par une agriculture à petite échelle, un rôle mineur était joué par viticulture. En 1790, la première synagogue fut construite, qui fut utilisée jusqu'en 1846, lorsque l'ancienne chapelle catholique et l'église paroissiale de St. Martin  est devenue la propriété de la communauté juive. Depuis 1885, le château est la propriété de la famille d'entrepreneurs Bohlen et Halbach. Avec la dissolution de la communauté juive en 1888, la synagogue a été reconvertie en chapelle chrétienne. Obergrombach a été incorporée avec Untergrombach à Bruchsal le 1er juillet 1971.

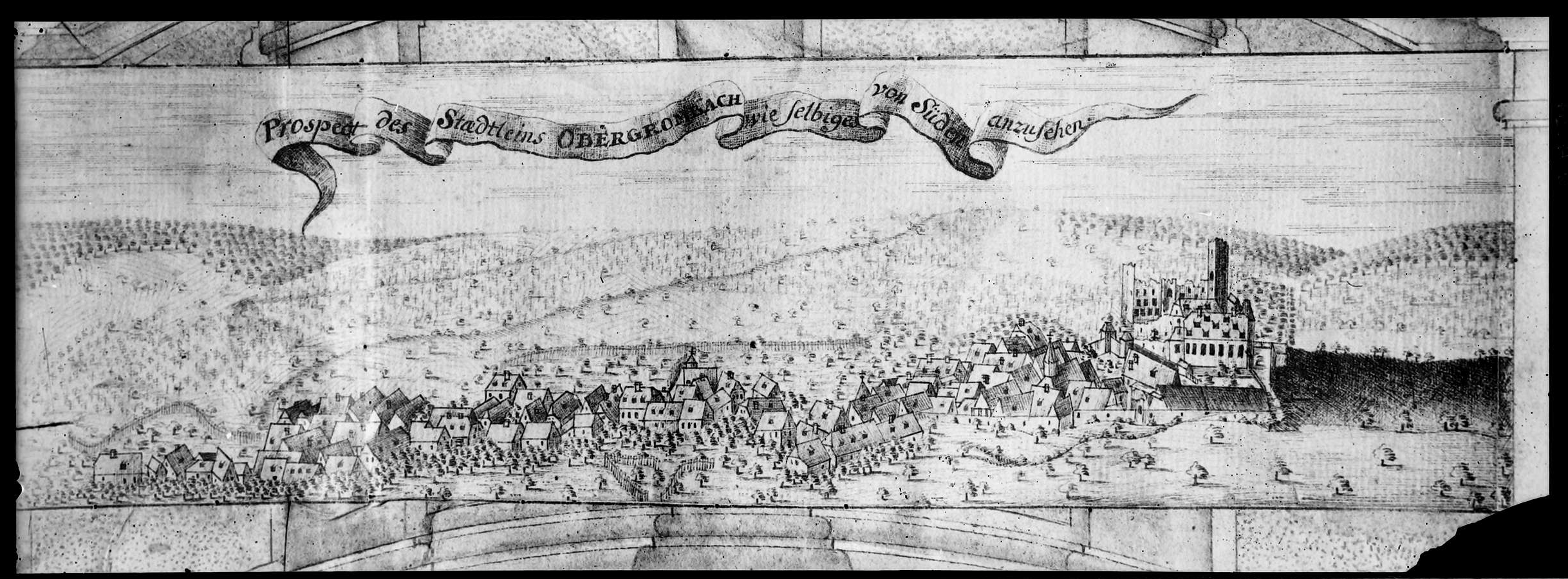
Obergrombach vue du sud, gravure de Johann Dietrich Haeckhern, 1749
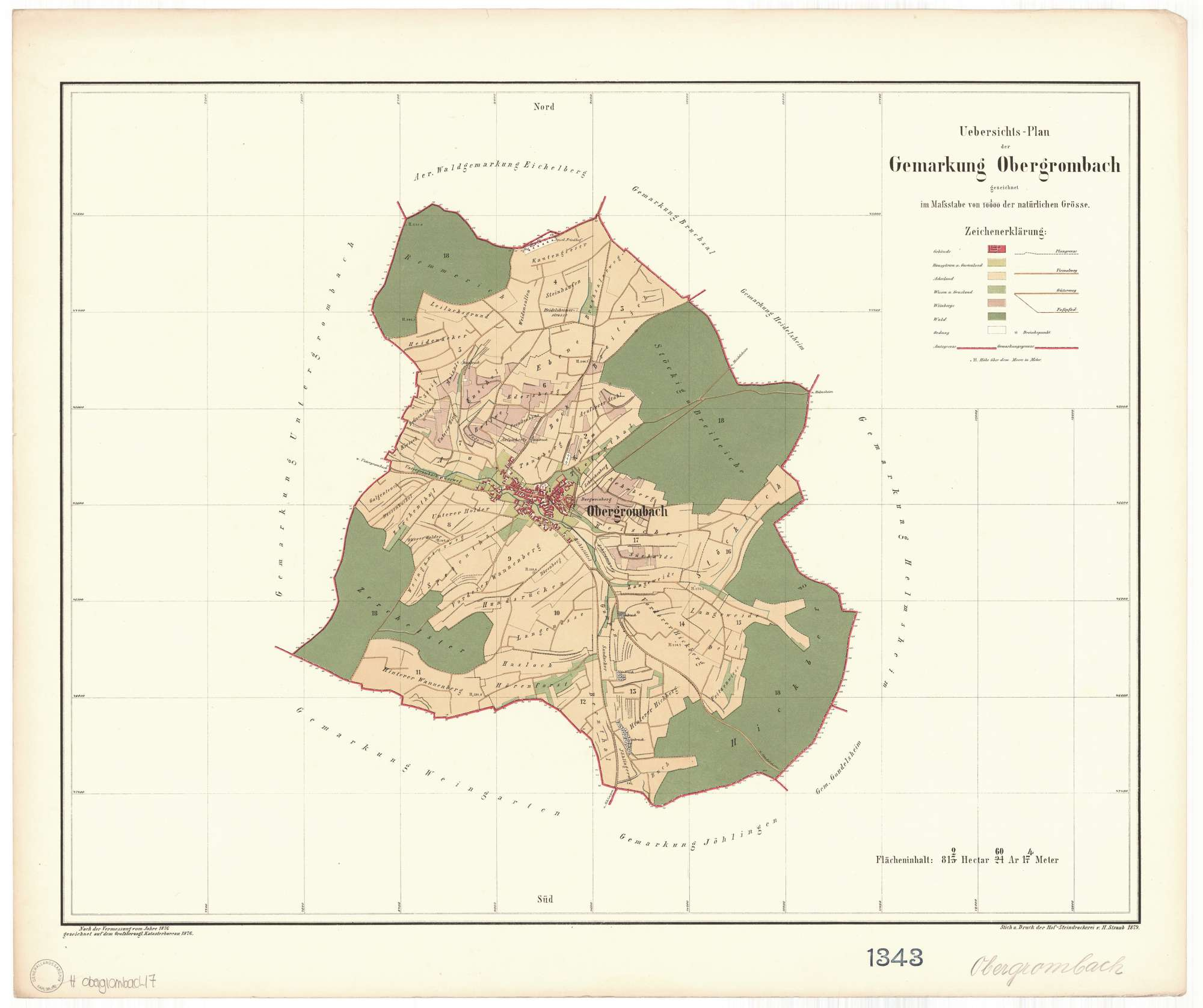
carte de géographie, 1879

### Population
En 1530, la population était d'environ 300 personnes. En 1636, elle était tombée à 157 personnes et, en 1750, elle était passée à un peu moins de 500 personnes. De 1850 à 1910, la population est restée largement constante entre 800 et 1 000 personnes. Dans les années 1960, plus de 2 000 habitants ont été recensés pour la première fois. Les résultats de recensements montrent une proportion de Catholiques entre 1950 et 1970 de plus de 90 pour cent. Entre 2005 et 2018, la population a varié de 2400 à 2 500 personnes, en 2018 à 2 407 habitants.

## Bâtiments
- château d'Obergrombach
- vestiges du mur de ville
- deux anciennes synagogues[12]

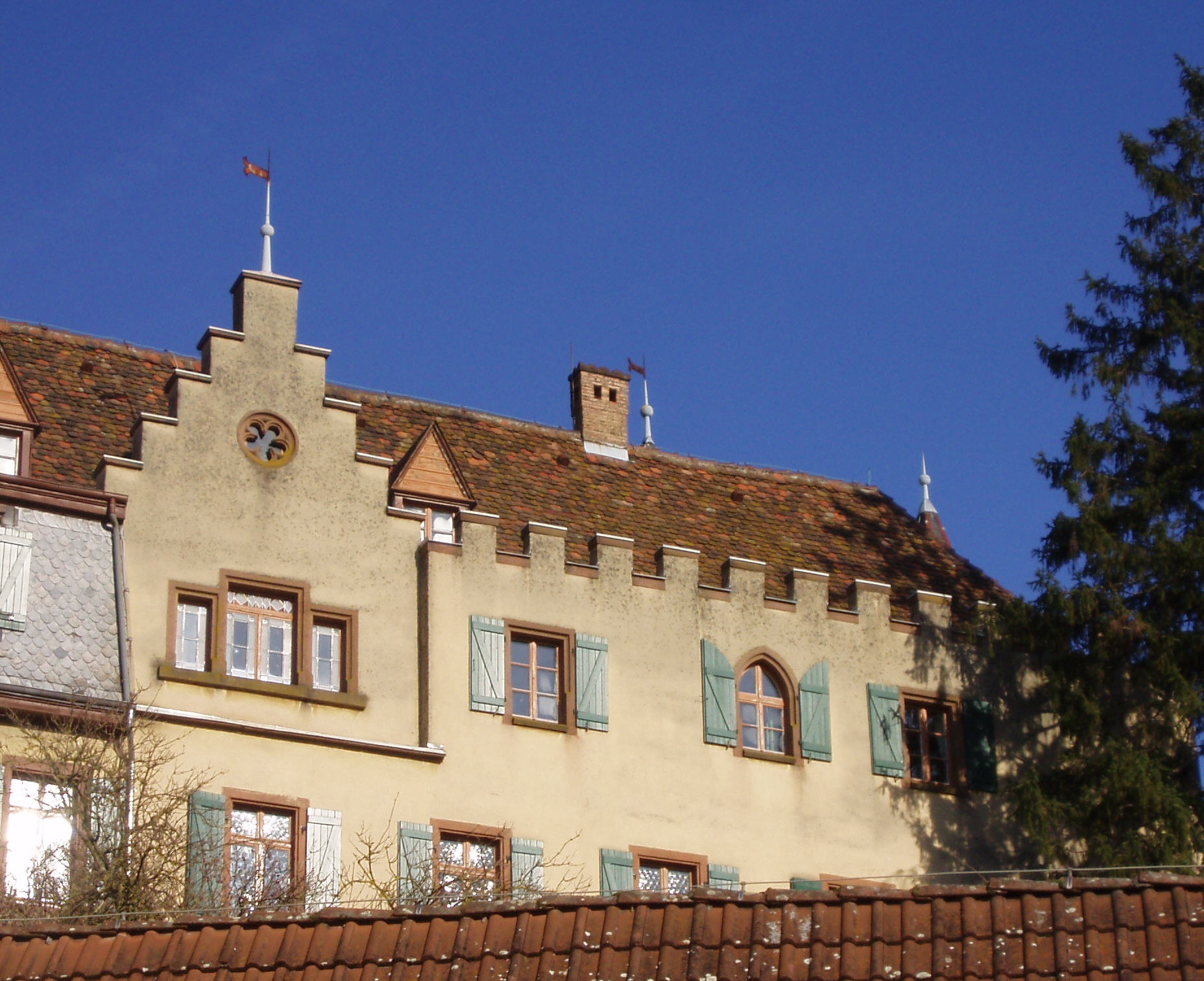
Le château du 18e siècle

- hôtel de ville baroque de 1788, monument historique[13]
- église catholique St. Martin, construit entre 1840 et 1844
- Plusieurs maisons à colombages

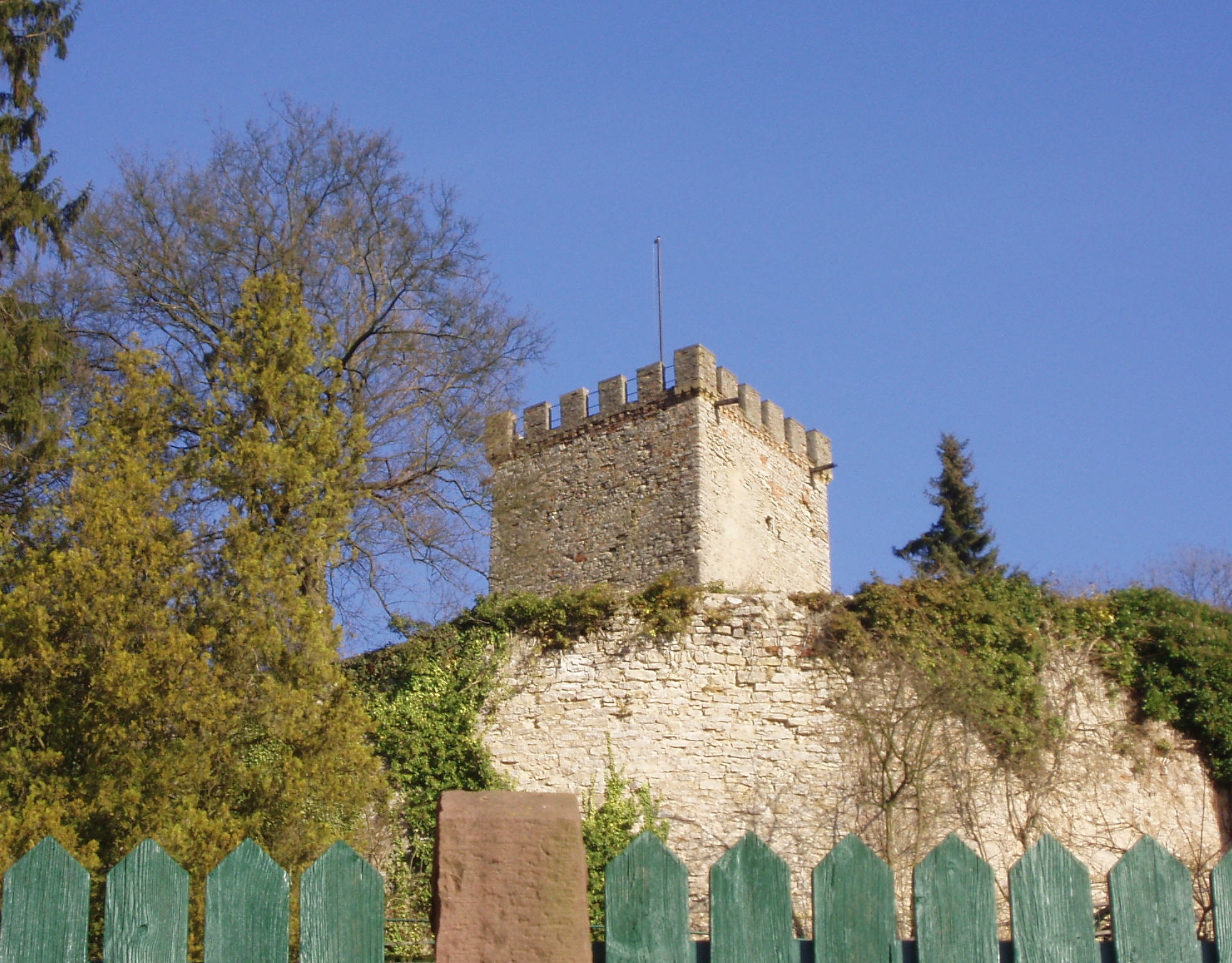
tour du château
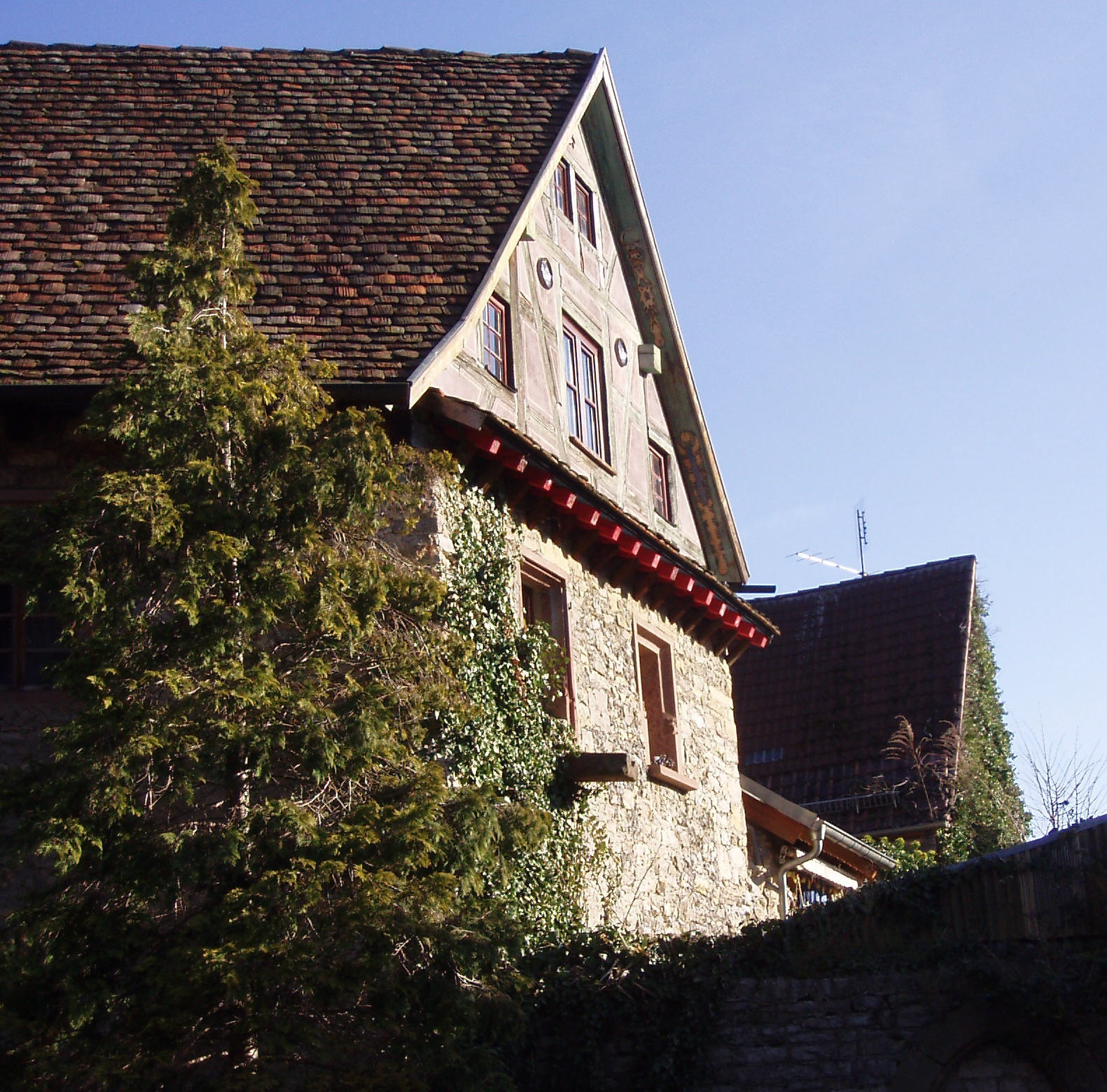
face arrière de l'ancienne synagogue
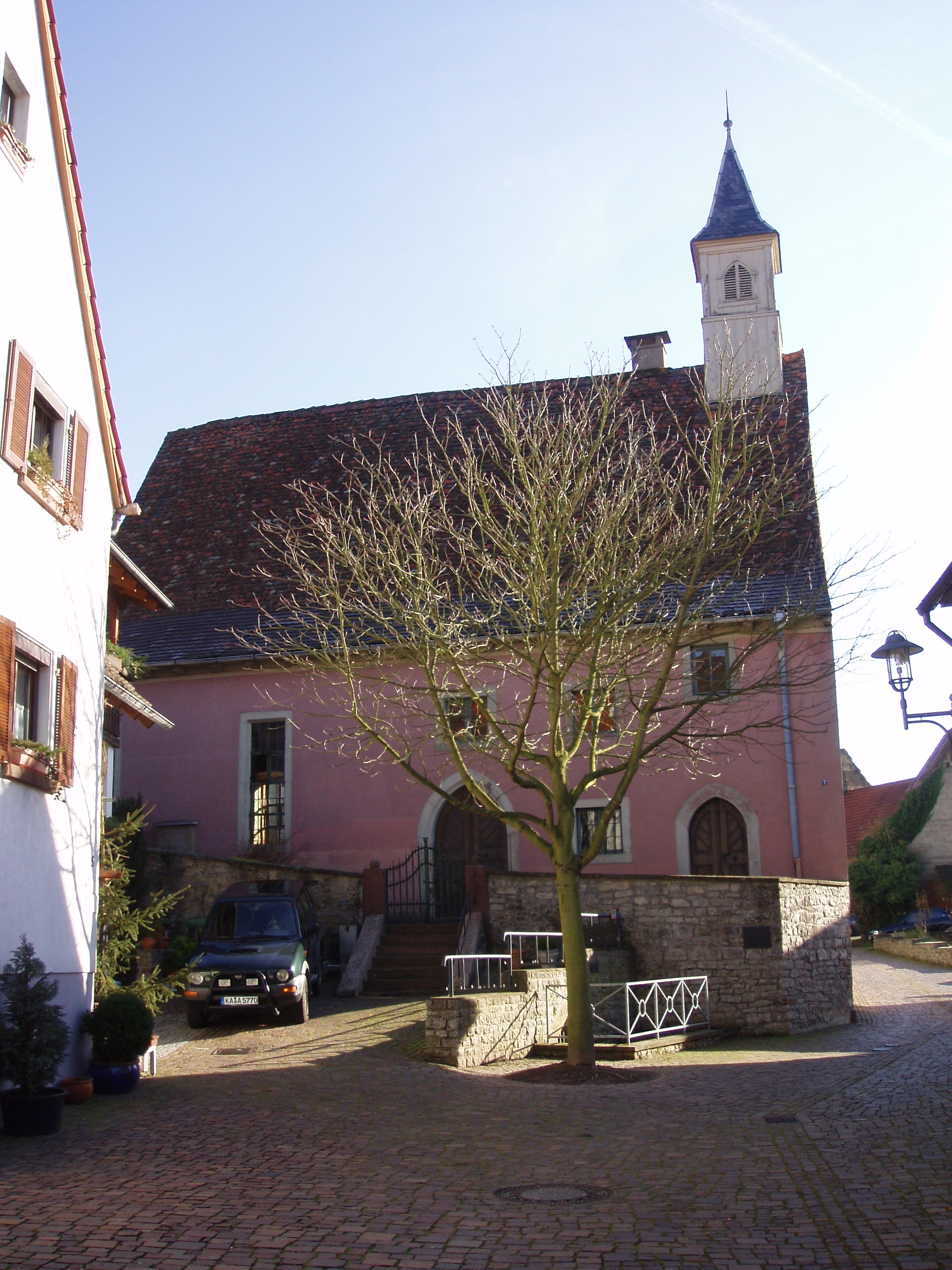
chapelle du château
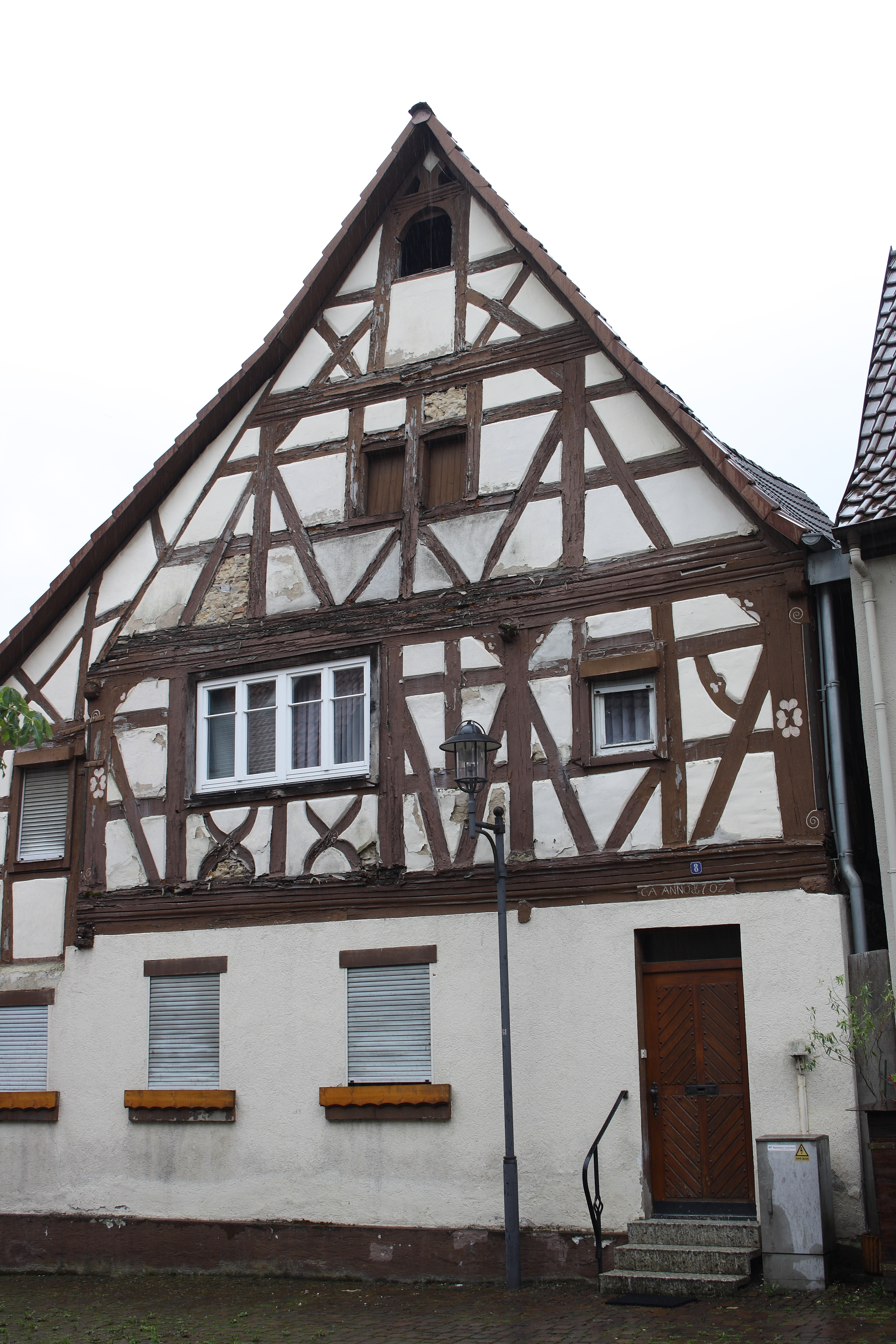
maison à colombages, Brunnenstraße 8, construit 1702
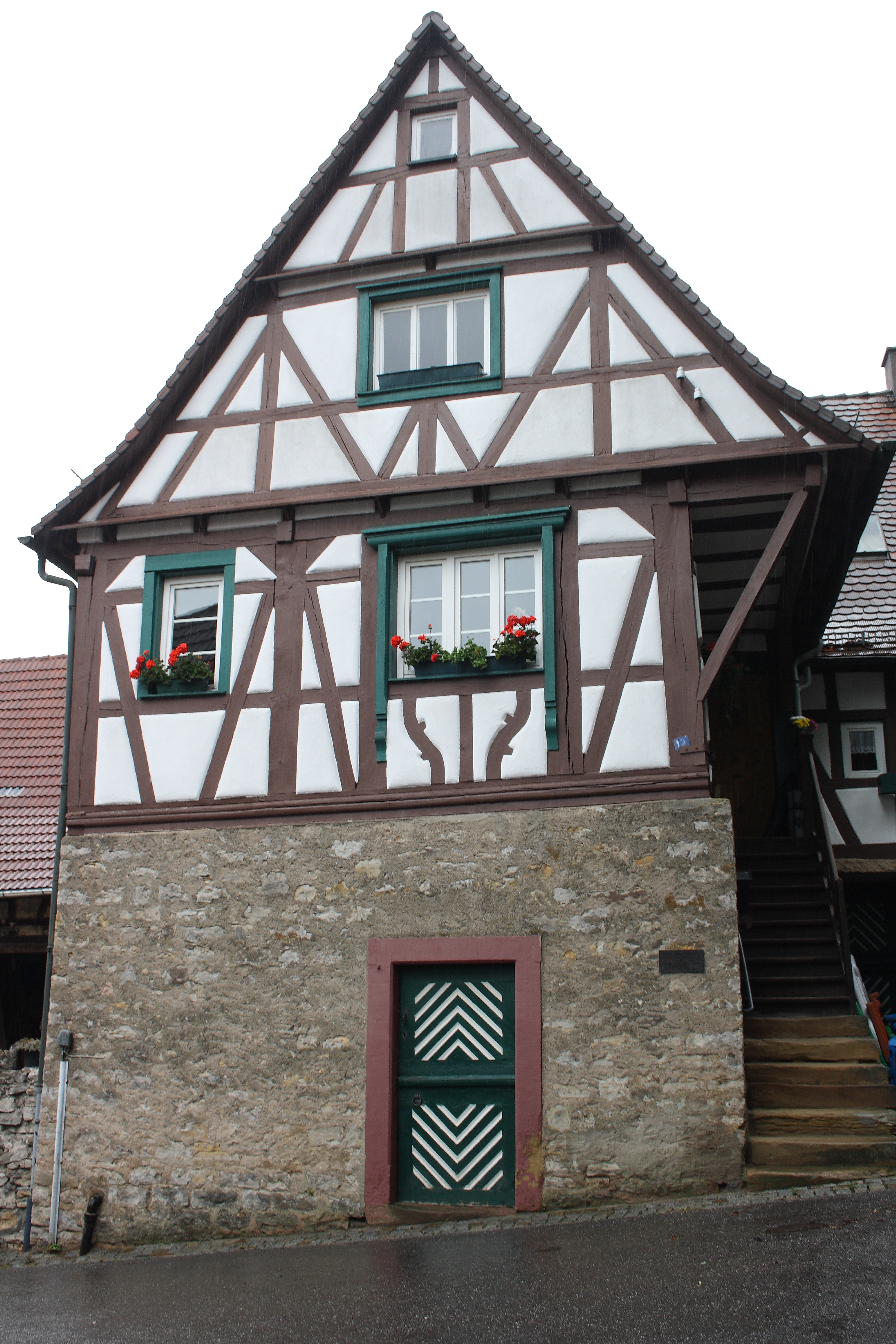
maison à colombages, Burgstraße 12
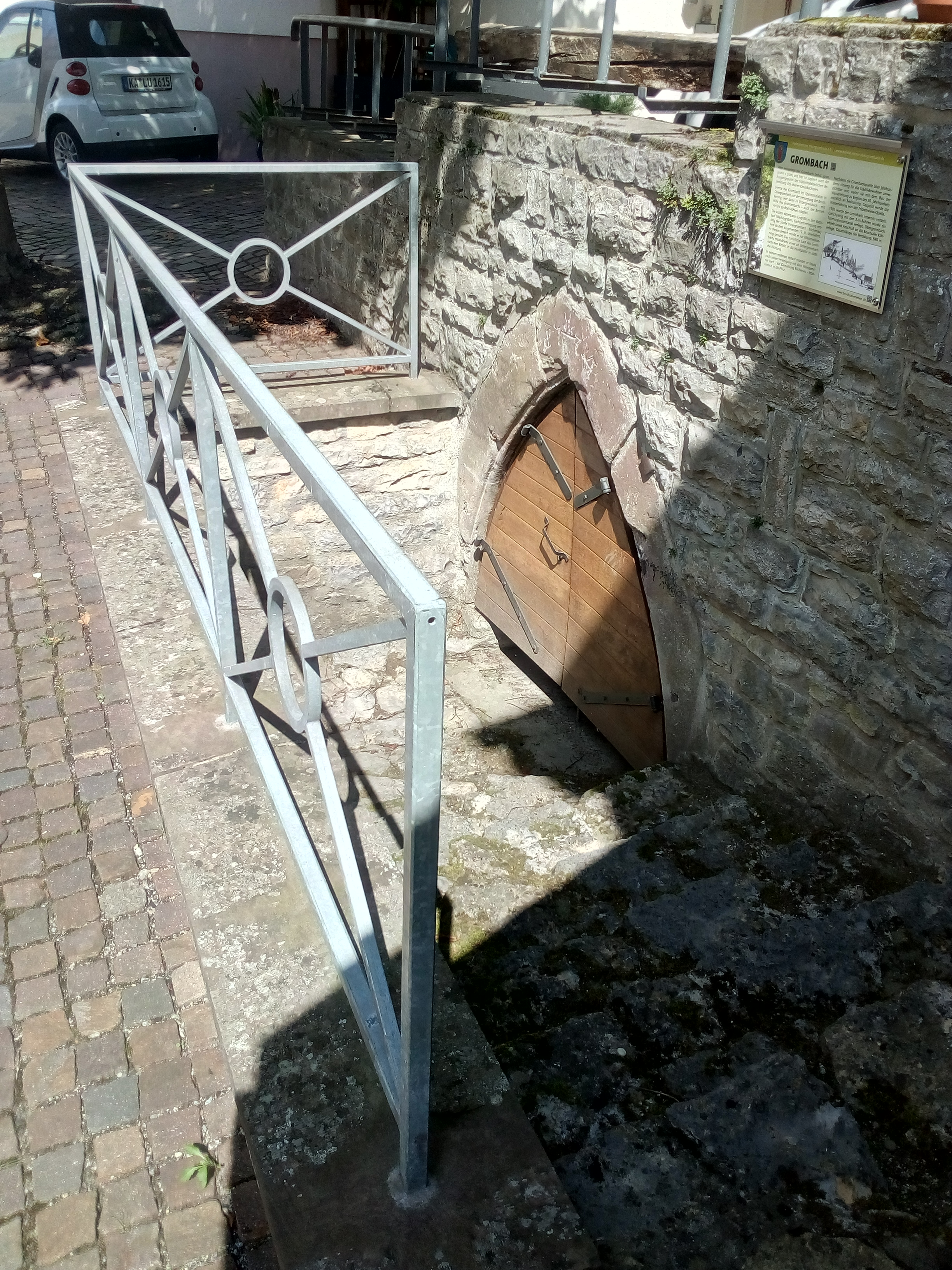
source du Grombach
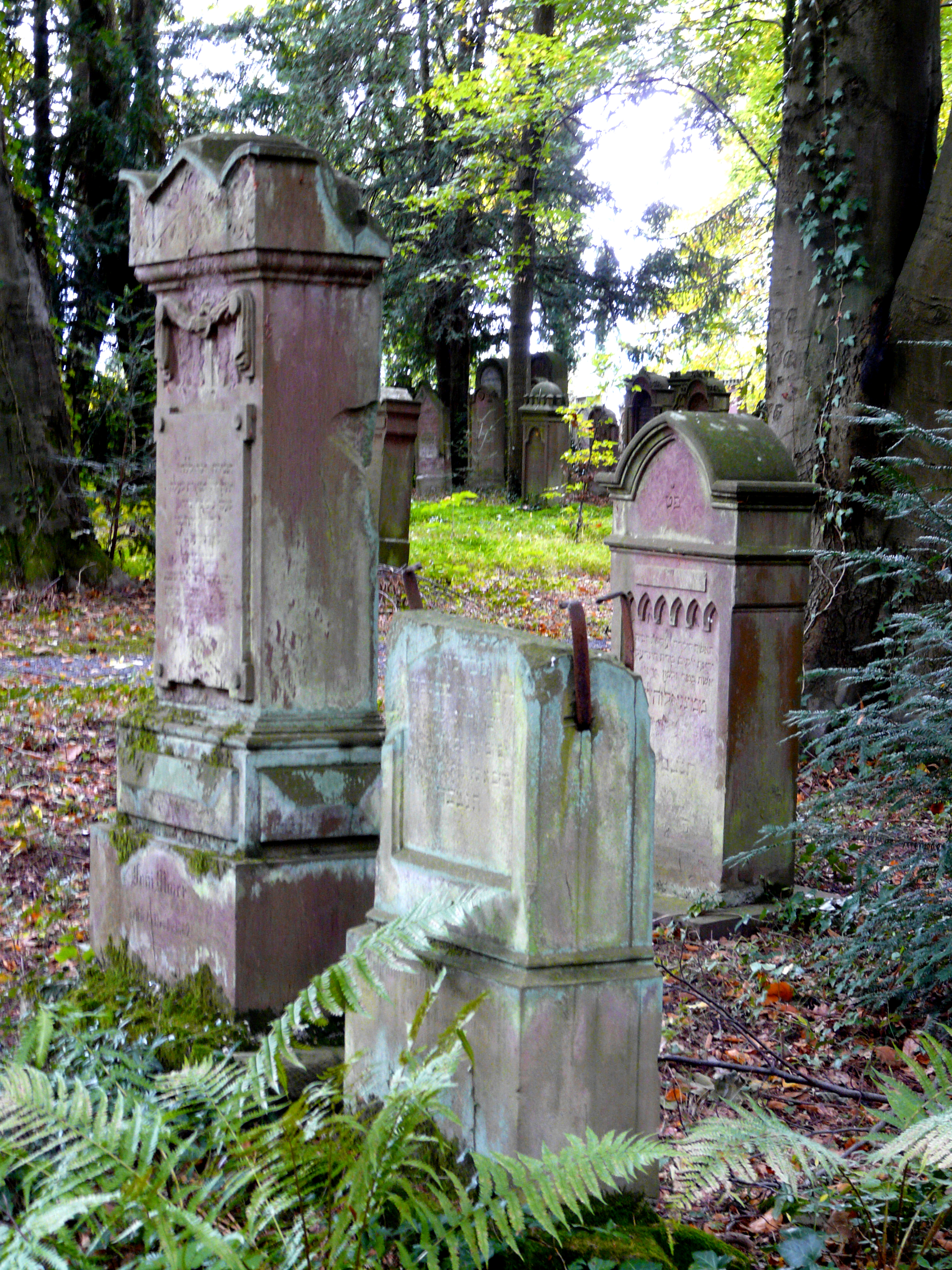
cimetière juif